# John Jensen (fodboldspiller, født 1937)
 For alternative betydninger, se John Jensen. (Se også artikler, som begynder med John Jensen)
John Jensen (født 13. maj 1937, død 13. september 2012) var en dansk fodboldspiller, der var angriber på AGF's guldalderhold i 1950'erne og var med til at vinde det danske mesterskab tre gange (1956, 1957 og 1960) og DBU's landspokalturnering ligeledes tre gange (1957, 1960 og 1961).
John Jensen var en af sin tids største angrebstalenter i dansk fodbold. Allerede som 16-årig var han god nok til AGFs førsteholdstrup, men DBU afslog at lade ham spille. Han måtte derfor pænt vente med debuten til 1955. Det blev til 167 kampe og 100 mål for AGF i perioden 1955-63. I landspokalturneringen opnåede han at score 23 mål i 26 kampe, hvilket stadig er klubrekord. Han blev blandt andet hele turneringens topscorer i 1957 med otte ud af AGF's i alt 20 mål. Han er lillebror til Erik Jensen, der også spillede i angrebet for AGF.
John Jensen opnåede dog kun 4 A-landskampe. Han scorede, da han debuterede som 20-årig i en VM-kvalifikationskamp i Idrætsparken mod England 15. maj 1957. John Jensen spillede sin sidste landskamp et år senere mod Polen.
John Jensen døde 13. september 2012 i en alder af 75 år .